# Aepopsis robini
Aepopsis robini é uma espécie de insetos coleópteros pertencente à família Carabidae.
A autoridade científica da espécie é Laboulbene, tendo sido descrita no ano de 1849.
Trata-se de uma espécie presente no território português.